# Johann I. von Viermund
Johann I. von Viermund zu Neersen (* 1516; † 1572) war ab 1540 Erbvogt zu Neersen und Angehöriger des niederrheinischen Adelsgeschlechtes Virmond-Neersen (1502–1744).

## Leben
Er war der Sohn und Erbe des Ambrosius von Viermund (1470–1539) aus dessen Ehe mit Agnes von Palant († 1524).
Von 1538 bis 1543 war er kurkölnischer Amtmann von Linn.
Als Nachfolger seines 1539 verstorbenen Vaters wurde Johann im Jahre 1540 vom Kurkölner Erzbischof und Kurfürsten Hermann V. von Wied mit den Vogteien Neersen, Anrath und Uerdingen belehnt.
Johann, der zum Protestantismus tendierte, versuchte immer wieder, seine Vogtei aus dem kurkölnischen Machtbereich herauszulösen, stieß dabei aber auf den Widerstand des Erzbischofs. So ist zum Beispiel ein Zwischenfall aus dem Jahr 1554, die sogenannte „Poppelsdorfer Huldigung“, überliefert. Damals versäumten die Anrather Schöffen die obligatorische Huldigung des kurkölner Erzbischofs Adolf III. von Schaumburg in Liedberg. Dieser zitierte die Anrather daraufhin samt ihrem Vogt Johann in seine Residenz zu Poppelsdorf, um dort die Huldigung nachzuholen. Das Verhalten des Johann von Viermund wird als Zeichen für die Unabhängigkeitsbestrebungen seiner Familie gewertet.
Johann starb 1572. Sein Nachfolger in Neersen und Anrath wurde sein Sohn Ambrosius II. von Viermund, während ihm sein Sohn Johann von Viermund in Uerdingen folgte.

## Ehen und Nachkommen
Er heiratete 1541 in erster Ehe Katharina Scheiffart von Merode († nach 1548), mit ihr hatte er fünf Kinder:
- Ambrosius II. († 1588), ⚭ (1) Barbara von Bernsau, ⚭ (2) Alvara von Quadt zu Wickrath;
- Agnes, ⚭ (2) Wilhelm Rossum zu Wylich, ⚭ (2) Johann von Efferen (gen. Hall) zu Stolberg;
- Johann († 1576), ⚭ Katharina von Efferen gen. Hall;
- Friedrich († jung);
- Stephan († jung).

In zweiter Ehe heiratete er A. von Brembt, diese Ehe blieb kinderlos.
In dritter Ehe heiratete er Eva von Hatzfeld, mit ihr hatte er vier Kinder:
- Gottfried, ⚭ (1) Helwig von Hundt zu Königshofen, ⚭ (2) Maria von Ilbeck;
- Katharina, ⚭ (1) Philipp von Holz, ⚭ (2) Goddart Schluch von Niederhoven;
- Maria, ⚭ Sybel von Heistern;
- Margareta, ⚭ Schleich von der Horst.